# Новоселиця (Клюшниківська сільська рада, Миргородський район)
Новоселиця — село, Клюшниківська сільська рада, Миргородський район, Полтавська область, Україна.
Село вказане на трьохверстівці Полтавської області. Військово-топографічна карта 1869 року як хутір.
Населення за даними 1982 року становило 30 осіб.
Село ліквідоване 1988 року.

## Географія
Село Новоселиця розташоване за 2,5 км від сіл Гасенки, Вовки та В'язове. Поруч із селом протікає струмок, що пересихає, із загатою.

## Історія
- 1988 — село ліквідоване[1].